# Lope de Vega
Félix Lope de Vega y Carpio (Madrid, 1562. november 25. – Madrid, 1635. augusztus 27.) spanyol költő, a barokk dráma legjelentősebb művésze, vagy 1500 színmű és több száz kisebb drámai darab alkotója, melyek közül kb. 500 ismert. Sokan a spanyol irodalom második legnagyobb alakjának tekintik, akit csak Miguel de Cervantes volt képes felülmúlni. Élete legalább olyan szövevényes volt, mint darabjai: önkéntesként szolgált a Legyőzhetetlen Armadában, szerelmi ügyei pedig hírhedtté tették és sokszor összetűzésbe került a hatóságokkal, végül papként fejezte be életútját.

## Általános elismertség

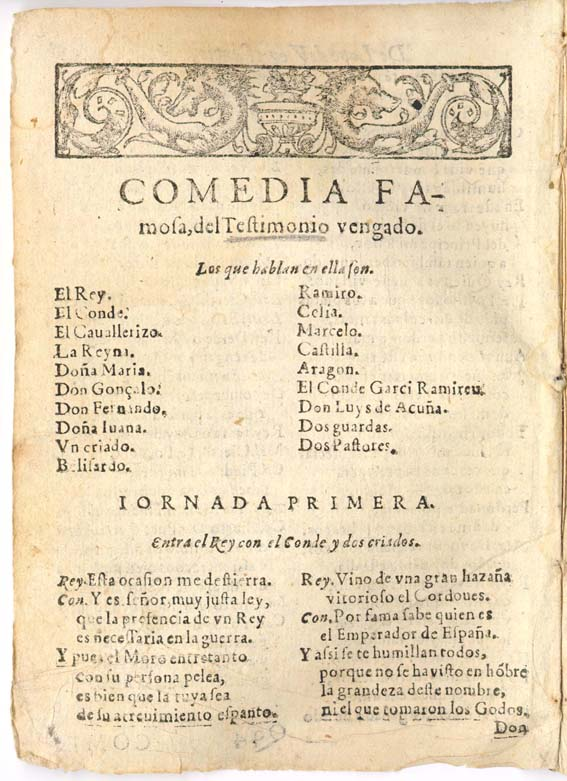
Lope de Vega drámájának címlapja

## Magyarul

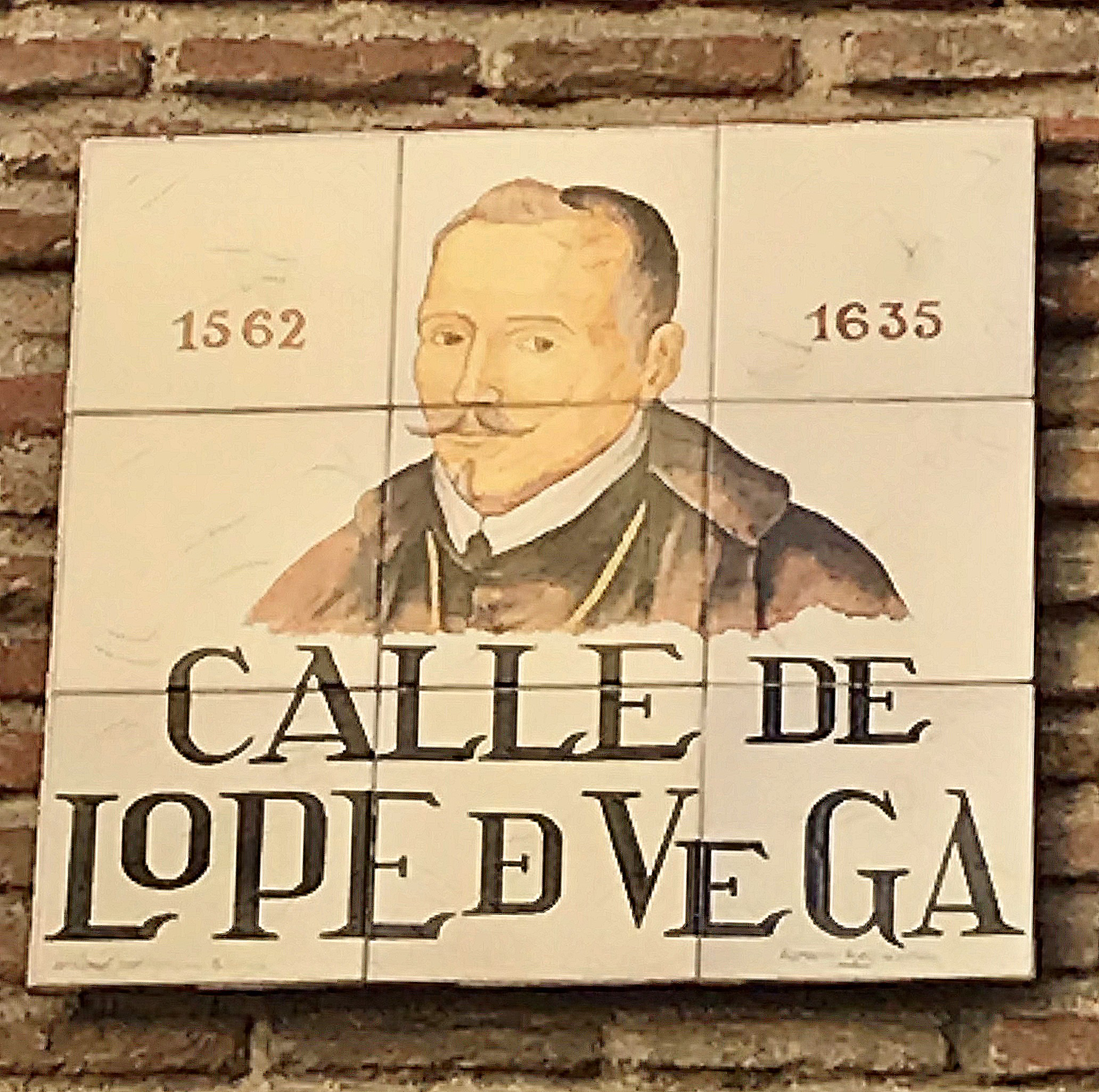
Madridi utcanévtábla

## Ifjúkora, tanulmányai
Félix Lope de Vega y Carpio Madridban született. Szegény családja az északi Kantábria hegyvidéki területéről származott. A kis Lope már gyermekként nagy tehetségről tett tanúbizonyságot: verseket költött, mielőtt még írni tudott volna. Tízévesen már latin verseket fordított spanyolra, két év múlva pedig megírta első színdarabját. Szülei a madridi jezsuitáknál taníttatták, azonban egy hirtelen fellángolást követve, 1583-ban katonának állt egy Portugália ellen vezetett expedícióban. Ávila püspöke felfedezte az ifjonc tehetségét és bejuttatta az alcalái egyetemre. Úgy tűnt, hogy Lope de Vega is papnak áll, ám egyházi karrierjét derékba törte a szenvedélyes szerelem.